# Mauri (azienda)
La Mauri Bus System è un'azienda italiana, importatrice per l'Italia degli autobus prodotti dall'azienda turca Otokar che dal 2023 ha rilevato la proprietà della storica azienda brianzola.

## Storia
La Mauri nasce a Desio nel 1921 ad opera di Carlo Mauri, che in quell'anno avvia un'officina dedita alla riparazione di autoveicoli e motociclette. A partire dal 1939 l'azienda si specializza nel settore dei trasporti pubblici e avvia una collaborazione con l'ATM di Milano, che prosegue anche dopo la morte del fondatore Carlo e l'avvento del figlio Ambrogio Mauri, nel 1949.

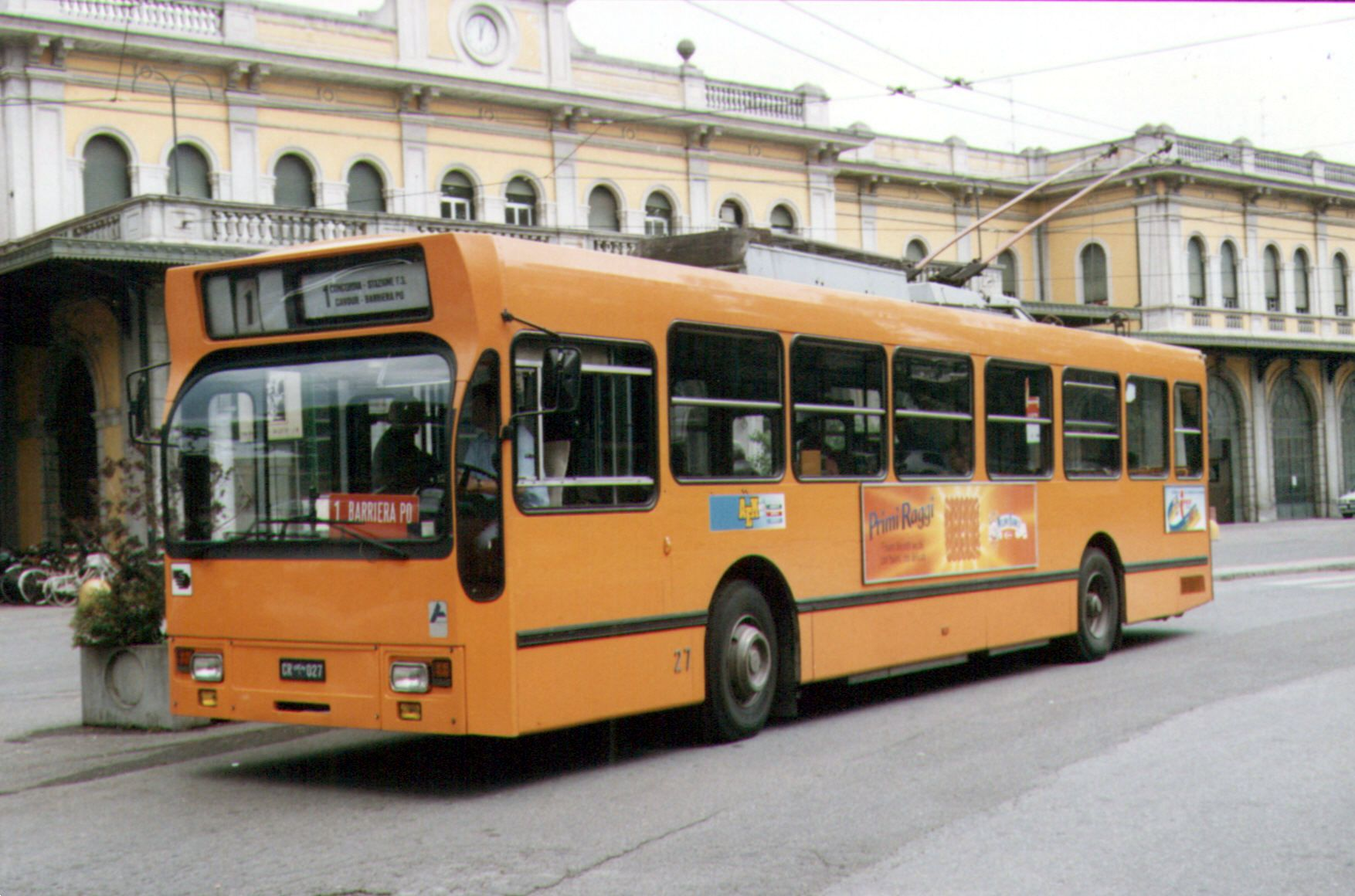
Filobus B59 in servizio a Cremona

Nel 1966 viene prodotta la prima carrozzeria per autobus, totalmente in alluminio, che sarà alla base di una successiva produzione sviluppatasi per tutti gli anni '70. Dopo la costruzione di 43 "jumbo tram" da 24 metri per l'ATM, viene avviata la produzione del Mauri B59, filobus da 12 metri costruito per le reti filoviarie di Rimini e Cremona su telaio Volvo, tra i primi esempi di filobus con possibilità di effettuare brevi percorsi in marcia autonoma, senza la connessione alla rete bifilare.
Negli anni ottanta viene avviata la produzione dei primi autosnodati con trazione sul terzo asse, tipica configurazione oggi in uso. Viene inoltre prodotto il "Bi-bus", filosnodato con motore termico, in grado di effettuare percorrenze senza essere agganciato alla rete bifilare. Nel 1988 l'azienda brianzola avvia la collaborazione con il produttore tedesco Neoplan, che dal 1992 produrrà integralmente gli autobus Mauri. Viene presentato il 12PT23-U, primo autobus di produzione italiana dotato di pianale completamente ribassato.

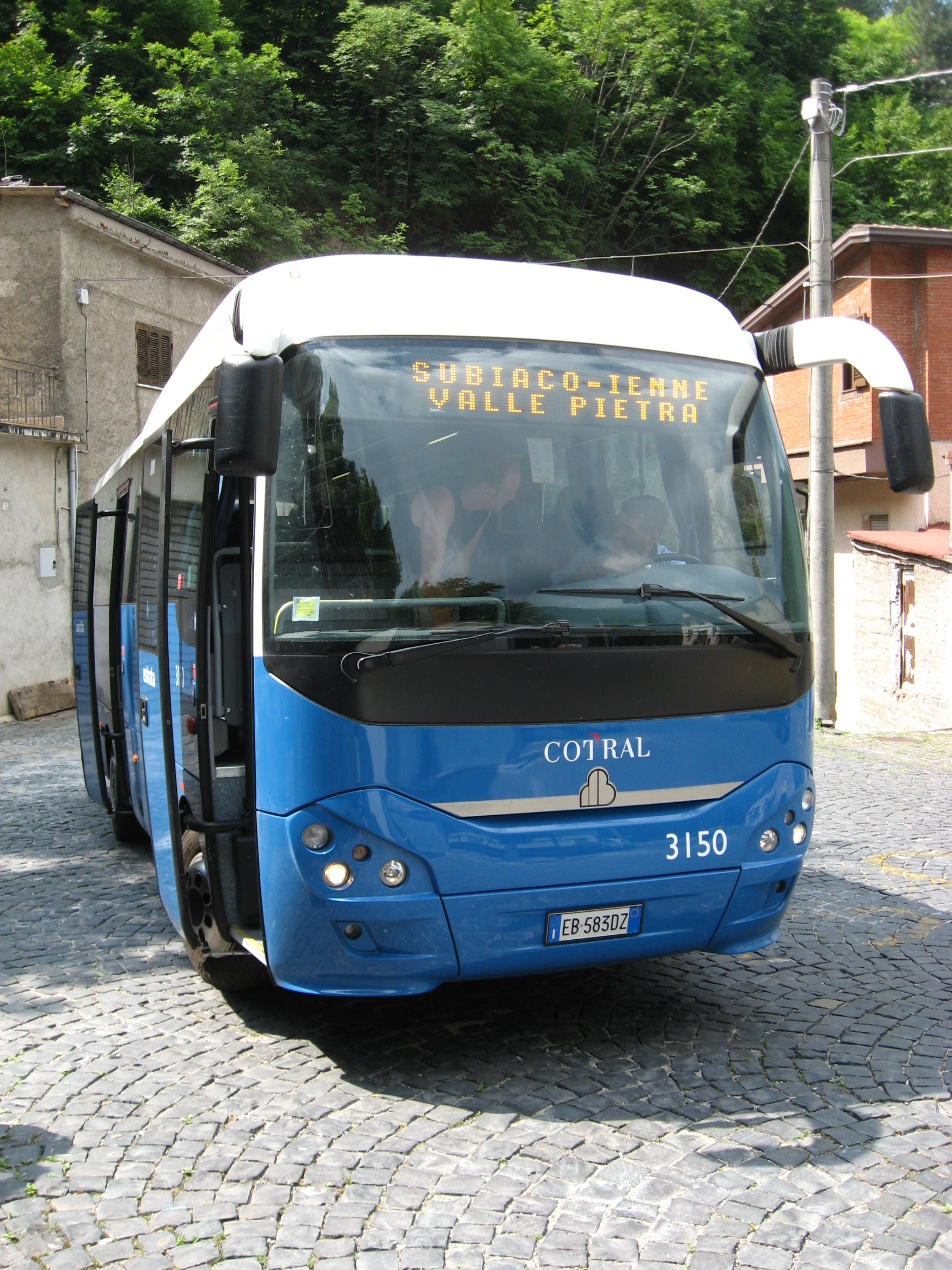
Minibus "Marbus Viveo", COTRAL n. 3150 in servizio nel sublacense

Durante gli anni novanta vengono sviluppati i modelli EP e Kronos, venduti anche in est Europa e prodotti con la collaborazione di Neoplan. A partire dai primi anni Duemila, l'azienda abbandona la produzione di autobus per concentrarsi sulla commercializzazione di autobus speciali e con allestimenti particolari. Vengono in particolare stretti accordi con la Carrocerias Ayats per la vendita in Italia del modello "Bravo" a due piani e con l'azienda austriaca Kutsenits, produttrice di minibus su base furgonistica.
Nel 2005 brevetta gli autobus "Open Top" molto di moda nelle città turistiche come Madrid, Parigi e Roma; nello stesso anno realizza, in collaborazione col produttore sloveno TVM Maribor, la sua nuova gamma di minibus, chiamati "Marbus Viveo".
Dal 2010 inizia la collaborazione con l'azienda turca Otokar che nel 2023 rileva la storica azienda brianzola. Cotral ha acquistato 4 vetture serie 3150-3153 per svolgere i servizi a Subiaco